# Тенія (архітектура)

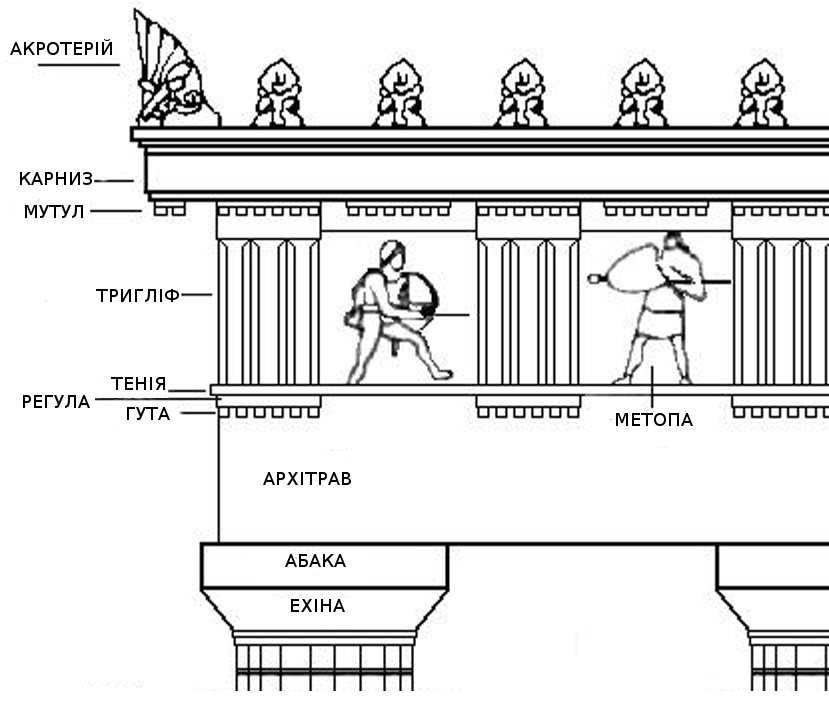
Схема доричного антаблемента з позначенням тенії

Те́нія (лат. taenia, дав.-гр. ταινία, [таінія] — «смуга» чи «стрічка») — горизонтальна поличка, яка увінчує архітрав у класичному доричному ордері. Під тенією розташовуються регули з гутами.